# Laurent Wuillot
Laurent Wuillot est un footballeur belge né le 11 juillet 1975 à Tournai (Belgique). Il mesure 1,90 m et pèse 84 kg. Il évolue au poste de défenseur central.
À la suite d'une blessure au genou, il annonce le 4 décembre 2012 l'arrêt de sa carrière.

## Statistiques
- 124 matchs et 7 buts en D1
- 7 matchs en Ligue 1